# Upplands runinskrifter 876
Upplands runinskrifter 876 är en vikingatida runsten som står på östra sidan vägen mellan Hagby kyrka och Säva, några hundra meter söder om Focksta kvarn. Inskriften prydas av en enkel runorm längs utkanten av stenens framsida. På den undre halvan syns ett stort kors.
Stenen är av granit och 1,55 meter hög samt 0,6 meter bred.

## Inskriften

### Inskriften i runor
ᚢᛚᚠᚱ᛫ᛅᚢᚴ᛫ᚼᚢᛚᛘᚾᚠᛅᛋᛏᚱ᛫ᛅᚢᚴ᛫ᚢᛚᚠᚴᛅᛁᚱ᛫ᛅᚢᚴ᛫ᚴᚢᚾᚱᛁᚱ᛫ᚱᛅᛁᛋᛏᚢ᛫ᛋᛏᛅᛁᚾᛅ᛫ᚦᛁᛋᛅ᛫ᛅᛏᛋᚢᛏᛚᛅᚴ᛫ᚠᛅᚦᚢᚱ᛫ᛋᛁᚾ
Translitterering av runraden:
ulfr ' auk hulmnfastr × auk × ulfkair × auk × kunrir × raistu × staina × þisa × at sutlak × faþur sin '
Normalisering till runsvenska:
Ulfʀ ok Holmfastr ok Ulfgæiʀʀ ok Gunnriðr(?) ræistu stæina þessa at sutlak, faður sinn.
Översättning till nusvenska:
Ulv och Holmfast och Ulvger och Gunn(f)rid reste dessa stenar efter sutlak, sin far.

## Historia
Inskriften är inte signerad. Faderns namn sutlak (ᛋᚢᛏᛚᛅᚴ) är inget känt vikingatida mansnamn och inte belagt i andra källor eller på andra runstenar.
Stenen står förmodligen på sin ursprungliga plats på sidan av en gammal landsväg. Inskriften talar om ett monument av flera stenar, idag står dock bara runstenen kvar. I närheten, cirka 50 meter längre norrut längs samma väg, finns U 875.
Ristningen är tydlig men inte särskilt djupt huggen. Den är inte utförd av en särdeles skicklig runristare, till skillnad från den närbelägna U 875.

## Fotnoter
1. ↑  Unicode stöd för runor behövs i din webbläsare